# Перепёлкин, Яков Николаевич
Яков Николаевич Перепёлкин (25 февраля [9 марта] 1874, Баку — 16 июня 1935) — военный учёный-оптик.

## Биография
Потомственный дворянин, выпускник Морского кадетского корпуса (1893) и Михайловской артиллерийской академии в 1899 году создал оригинальный оптический прицел, впервые испытанный только в Цусимском сражении.
В 1905 году он был одним из организаторов при Обуховском заводе в Петербурге первого российского оптического производства, где первоначально возглавил лафетное отделение. В 1907 году он разворачивал производство дифференциального дальномера, сконструированного А. Н. Крыловым; для этого он был направлен на заводы Барра и Струда в Глазго, основных производителей оптико-механических приборов для английского флота. Им были созданы система автоматической наводки башен корабельных орудий, оптико-электрические приборы центральной наводки противоминной артиллерии.
В годы первой мировой войны для улучшения результатов стрельбы из приспособленных для ведения огня по самолетам полевых орудий применялись специальные приборы; первый прибор определения угла упреждения для стрельбы по воздушным целям был предложен Я. Н. Перепелкиным.
Я. Н. Перепёлкин был крупнейшим акционером фирмы «Л. М. Ериксон и К» (1910—1916).
В 1917 году он с семьёй переехал из Петрограда в Севастополь. 20 ноября 1919 года был избран главой Севастопольского городского самоуправления, оставаясь в этой должности до октября 1920 года. Не сработался с П. Н. Врангелем. Это стало поводом для снятия Я. Н. Перепёлкиным с себя звания городского головы. По окончании Гражданской войны он стал Первым заместителем Председателя Крымплана, депутатом Севастопольского Совета 1-го созыва. В 1924 году был вызван в Петроград для восстановления производства артиллерийских прицелов в качестве инженера-конструктора.
С 1930 года был техническим директором Всесоюзного объединения оптико-механической промышленности (ВООМП).
Изобретательский труд Я. Н. Перепёлкина был отмечен в 1916 году чином генерал-майора по Адмиралтейству.
В истории науки и техники оставили заметный след и его сыновья, которым он дал блестящее образование: Юрий Яковлевич (русский египтолог) и Евгений Яковлевич (астроном, положивший начало систематическим и глубоким исследованиям Солнца).
Похоронен в Петербурге на Никольском кладбище Александро-Невской лавры.